# Dario G
A Dario G eredetileg 1997-ben alakult angol dance/house/trance trió, melyet három DJ/producer, Scott Rosser, Paul Spencer és Stephen Spencer (nem rokonok) alapítottak.

## Története
Nevüket Darioról Dario G-re változtatták (miután az azonos nevű előadó jogi fenyegetést tett miatta) Dario Gradi futballedző, valamint Kenny G szaxofonos előtt tisztelegve. Miután Rosser és S. Spencer kiváltak, Paul Spencer saját munkásságát jelentette meg a Dario G művésznéven, 2024-ben bekövetkezett haláláig.
1997-ben jelent meg első slágerük, a "Sunchyme", ami rögtön a brit kislemezeladási lista 2. helyére került fel. A dal a Dream Academy "Life in a Northern Town" című 1985-ös dalából vett hangmintát használta fel. A második kislemezük a "Carnaval de Paris" címet kapta és az 1998-as labdarúgó-világbajnokság hivatalos dala lett. Ezt követte 1998-ban a "Sunmachine" című album. 2001-ben "Dream to Me" címmel újabb slágerük jelent meg.
2023-ban a projektet akkor már egyedül vivő Paul Spencer bejelentette, hogy végstádiumú végbélrákkal diagnosztizálták. 2024. június 17-én halt meg, 53 évesen, és ezzel a projekt is véget ért.

## Diszkográfia

### Stúdióalbumok
| Cím            | Részletek                                                                           | Listás helyezés | Listás helyezés | Listás helyezés | Listás helyezés | Listás helyezés |
| Cím            | Részletek                                                                           | [ 4 ]           | [ 5 ]           | [ 6 ]           | [ 7 ]           | UK Dance        |
| -------------- | ----------------------------------------------------------------------------------- | --------------- | --------------- | --------------- | --------------- | --------------- |
| Sunmachine     | - Megjelent: 1998. június 8. - Kiadó: Warner - Formátum: CD, LP                     |                 | 59              | 43              | 26              |                 |
| In Full Colour | - Megjelent: 2001. június 18. - Kiadó: Mercury - Formátum: CD                       | 41              | 58              | 66              |                 |                 |
| Hola           | - Megjelent: 2020. június 26. - Kiadó: Front of House - Formátum: CD, LP, streaming |                 |                 |                 |                 | 17              |

### Kislemezek
| Cím                                                                   | Év   | Slágerlistás helyezések | Slágerlistás helyezések | Slágerlistás helyezések | Slágerlistás helyezések | Slágerlistás helyezések | Slágerlistás helyezések | Slágerlistás helyezések | Slágerlistás helyezések | Slágerlistás helyezések | Slágerlistás helyezések | Elismerések                                                                         | Album                       |
| Cím                                                                   | Év   | AUS                     | AUT                     | BEL (Fl)                | FRA                     | GER                     | IRE                     | NLD                     | SWE                     | SWI                     | UK                      | Elismerések                                                                         | Album                       |
| --------------------------------------------------------------------- | ---- | ----------------------- | ----------------------- | ----------------------- | ----------------------- | ----------------------- | ----------------------- | ----------------------- | ----------------------- | ----------------------- | ----------------------- | ----------------------------------------------------------------------------------- | --------------------------- |
| "Sunchyme"                                                            | 1997 | 22                      | 4                       | 5                       | 28                      | 3                       | 3                       | 17                      | 41                      | 2                       | 2                       | - Ausztrália: aranylemez - Nagy Britannia: platinalemez - Németország: platinalemez | Sunmachine                  |
| "Carnaval de Paris"                                                   | 1998 | 90                      | 24                      | 10                      | 26                      | 2                       | 4                       | 7                       | 36                      | 7                       | 5                       | - Nagy-Britannia: ezüstlemez - Németország: aranylemez                              | Sunmachine                  |
| "Sunmachine"                                                          | 1998 | —                       | —                       | —                       | —                       | 98                      | —                       | —                       | —                       | —                       | 17                      |                                                                                     | Sunmachine                  |
| "Voices"                                                              | 2000 | —                       | —                       | —                       | —                       | —                       | —                       | —                       | —                       | —                       | 37                      |                                                                                     | "A part" c. film soundtrack |
| "Dream to Me"                                                         | 2001 | 96                      | 8                       | 38                      | —                       | 9                       | 16                      | 50                      | —                       | 15                      | 9                       |                                                                                     | In Full Colour              |
| "Say What's on Your Mind"                                             | 2001 | —                       | —                       | —                       | —                       | 68                      | —                       | —                       | —                       | 100                     | —                       |                                                                                     | In Full Colour              |
| "Carnaval 2002"                                                       | 2002 | —                       | —                       | —                       | —                       | —                       | 36                      | —                       | —                       | 96                      | 34                      |                                                                                     |                             |
| "Heaven Is Closer (Feels Like Heaven)"                                | 2003 | —                       | 42                      | —                       | —                       | 57                      | 46                      | —                       | —                       | 87                      | 39                      |                                                                                     |                             |
| "Ring of Fire"                                                        | 2006 | —                       | —                       | —                       | —                       | —                       | —                       | 100                     | —                       | —                       | —                       |                                                                                     |                             |
| "Game On" (TKZee és Pitbull közreműködésével)                         | 2010 | —                       | —                       | —                       | —                       | —                       | —                       | —                       | —                       | —                       | —                       |                                                                                     | 2010 FIFA World Cup Album   |
| "We Got Music" (Shirley Bassey közreműködésével)                      | 2014 | —                       | —                       | —                       | —                       | —                       | —                       | —                       | —                       | —                       | —                       |                                                                                     |                             |
| "Cry"                                                                 | 2018 | —                       | —                       | —                       | —                       | —                       | —                       | —                       | —                       | —                       | —                       |                                                                                     | Hola                        |
| "Hola"                                                                | 2019 | —                       | —                       | —                       | —                       | —                       | —                       | —                       | —                       | —                       | —                       |                                                                                     | Hola                        |
| "Real Love x Sunchyme" (Clean Bandit és Jess Glynne közreműködésével) | 2020 | —                       | —                       | —                       | —                       | —                       | —                       | —                       | —                       | —                       | —                       |                                                                                     |                             |
| "Keep On Lovin" (Sonique közreműködésével)                            | 2021 | —                       | —                       | —                       | —                       | —                       | —                       | —                       | —                       | —                       | —                       |                                                                                     |                             |